# Úrvölgy
Úrvölgy (szlovákul: Špania Dolina, korábban Pánská Dolina, németül: Herrengrund, latinul Vallis Dominorum) község Szlovákiában, a Besztercebányai kerületben, a Besztercebányai járásban.

## Fekvése
Besztercebányától 9 km-re északra, az Alacsony-Tátra és a Nagy-Fátra határán fekszik.

## Története

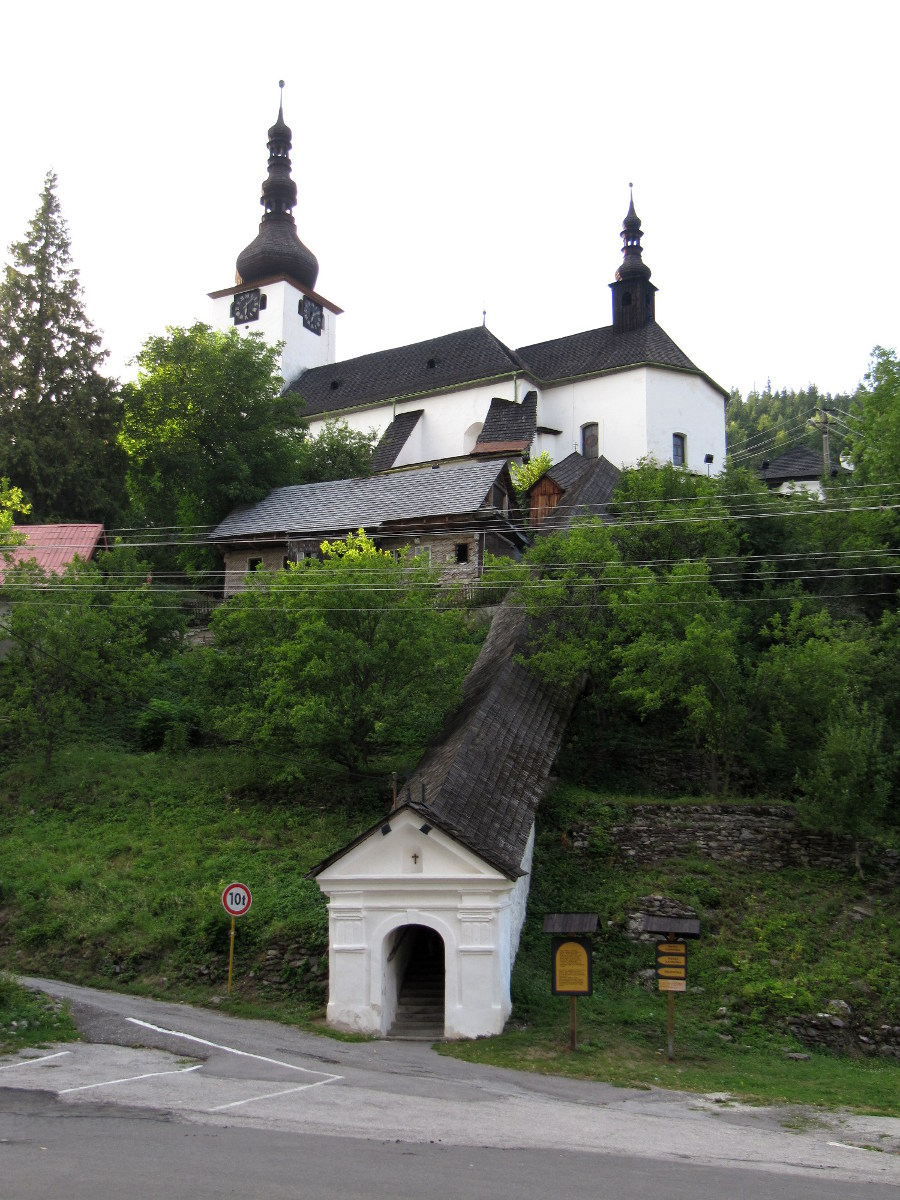
Az Urunk Színeváltozása templom és a templomhoz vezető fedett feljáró

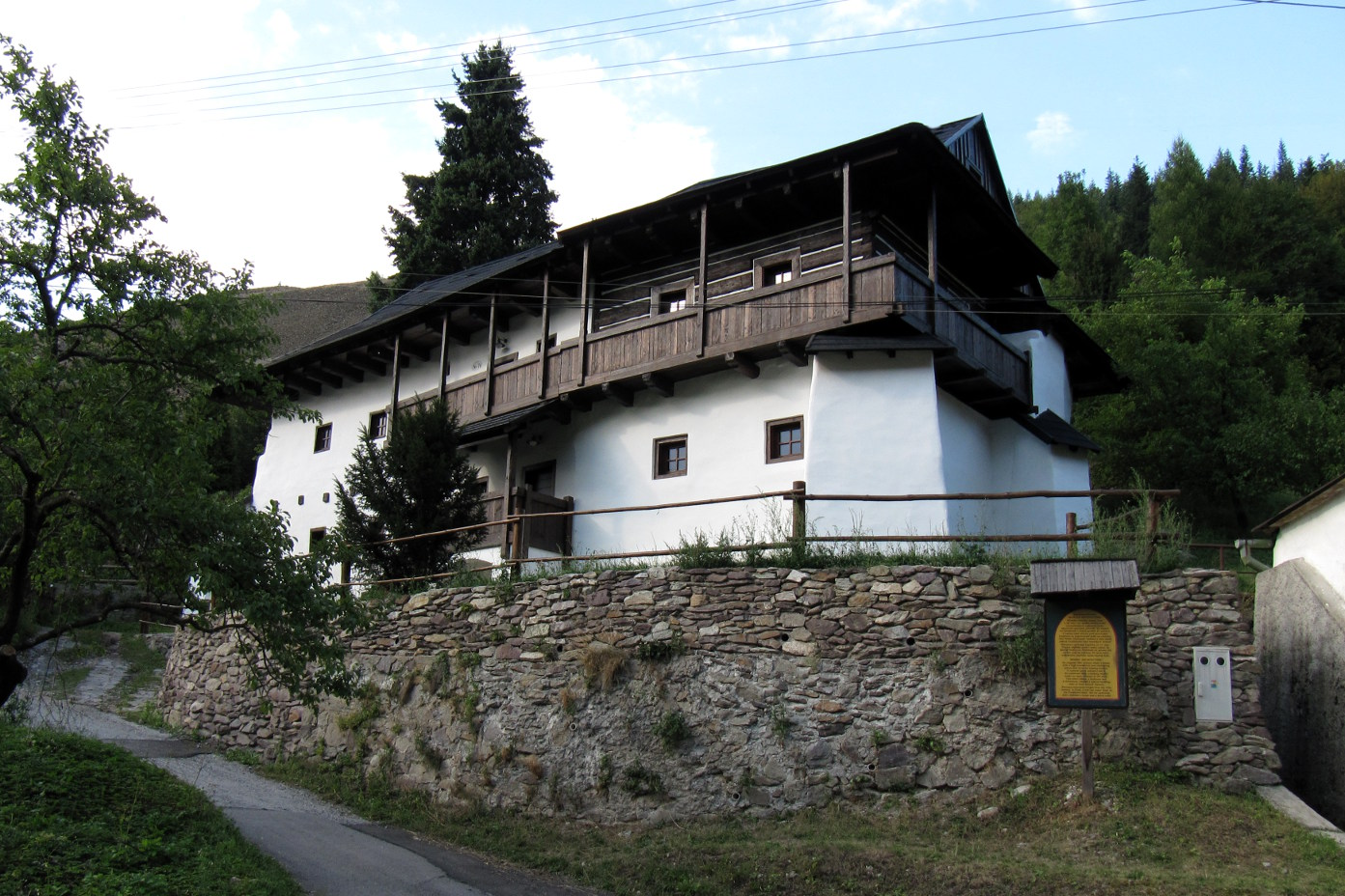
Bányászház

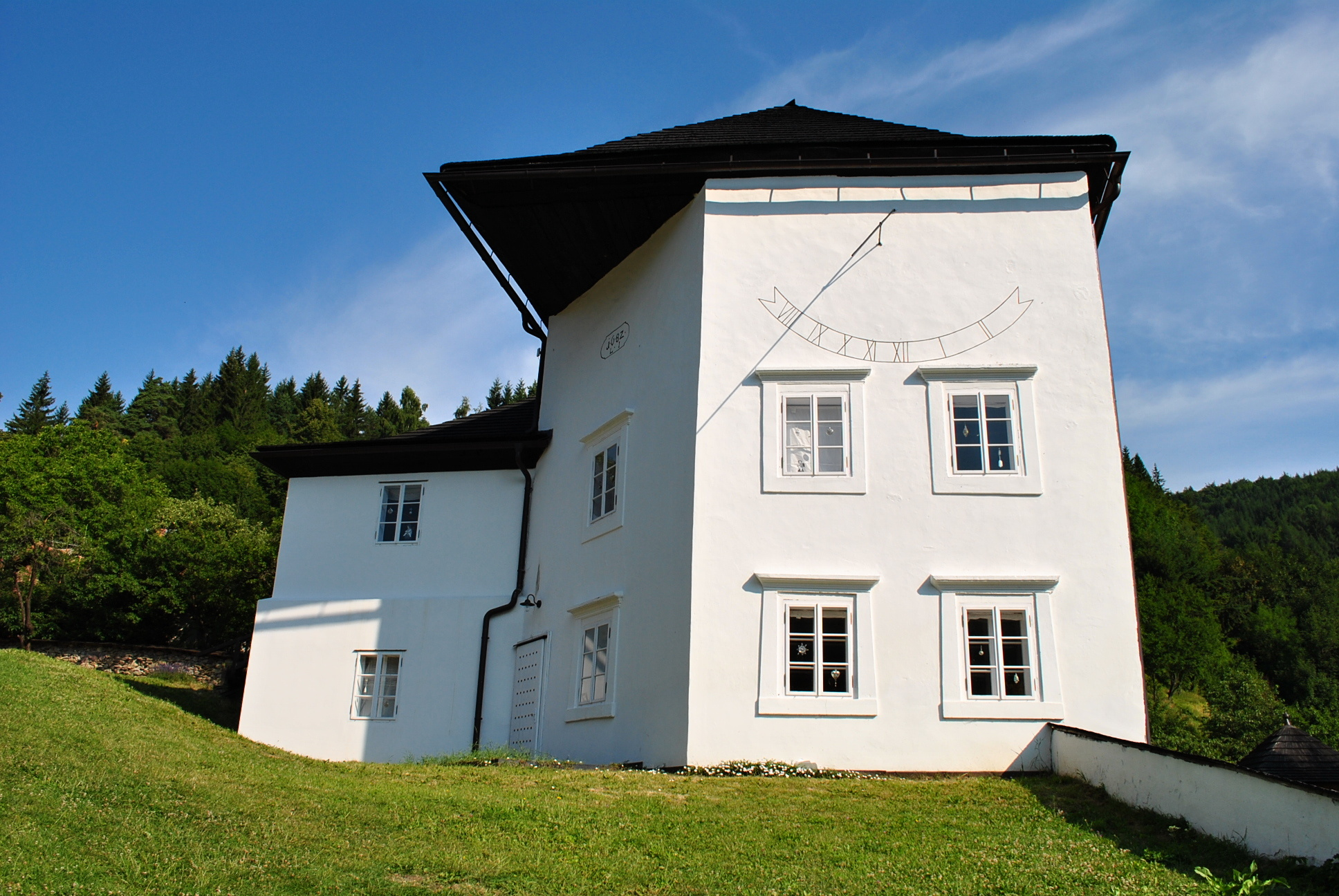
A Bástya, azaz a „Turecká” épülete

A régészeti leletek tanúsága szerint a község határában már az újkőkor óta bányásztak rezet és ezüstöt.
A középkorban a bányászat német bányászcsaládok betelepítésével lendült fel. Zólyom vármegyében elsősorban a bányászati joggal is rendelkező besztercebányai családok végeztek bányászati tevékenységet, melynek első írásos említése IV. Béla 1242-ben kelt oklevelében található. Közülük a legismertebbek a Karoli, Jung, Ernst, Königsberger, Mühlstein, Kolmann, Lang családok voltak, akik adómentességgel és más kiváltságokkal rendelkeztek. Gazdag polgárházaik egymás után épültek a besztercebányai főtér körül. A 15. század végén a bányák többségét a gazdag német bankárcsalád, a Fuggerek támogatásával Thurzó János szerezte meg. A Thurzó-Fugger bányatársaság 1493-tól 1546-ig tartotta ellenőrzése alatt az itteni bányászatot. A társaság a bányák 250 m-ig történő mélyítésével, a termelés és fémfeldolgozás nagymértékű bővítésével a Felvidék középső részének meghatározó birtokosa lett.
1546 után a bányák igazgatását az újonnan alapított bányakamara vette át. A kamara irányítása alatt az úrvölgyi bányákat tovább mélyítették és új tárnákat is létesítettek. Ekkor keletkezett a Maximilián és a Mária tárna. Edward Browne angol orvos és utazó 1696-ban megjelent, a többek között a török időkben tett magyarországi utazásai alapján írt úti beszámolójában Herrengrund néven van leírás a rézbányáról. Ez alapján vált Európában is ismertté. John Woodward (1665–1727) angol geológus gyűjteménye – Sedgwick Múzeum, Cambridge-i Egyetem – őriz a Browne által küldött, az úrvölgyi bányából származó vitriolt és rezet. A 17. század végén az úrvölgyi bányákban mintegy 800 munkás dolgozott. Montesquieu az ásványok iránti érdeklődő Isaac Newton javaslatára kereste fel a bányát. A bányászat a Habsburg ellenes felkelések idején majdnem megszűnt, azonban a 18. században újra fellendült.
A 18. század végén Vályi András így ír róla: „HERNGRUND. Vallis Dominorum Panszka Dolina. Leg nagyobb Királyi Bánya, Besztercze Bányához 2 mértföldnyire.”
1812-ben jött létre a legmélyebben művelt, a 440 m mély Ludovika tárna. Az érc kiemelésére a bányagépeket egy távolsági vízvezetékrendszer vízével hajtották meg, melynek teljes hossza elérte a 42 km-t. Becslések szerint a Dolný Šturec nyereghágóban lévő elosztóhelyre a vízvezeték percenként mintegy 70-100 liter vizet szállított. A bányászat visszaesése az 1840-es években kezdődött.
Fényes Elek 1851-ben kiadott geográfiai szótárában így ír a településről: „Urvölgye, (Herrengrund, Panszka Dolina, Vallis Dominorum), Zólyom m. kamarai bánya m. v., Beszterczétől északra 1 1/2 órányira, egy setét erdős völgyben. Számlál 1417 kath. lak., kik elszórt épületekben laknak, s többnyire bányászok. Kath. paroch. templom. Az itt esztendőnkint kiásattatni szokott ércz 17 márka aranyra, 660 márka ezüstre, 1500 mázsa rézre becsültetik. Csak egy bányában 800 ember dolgozik. Nevezetes itt a vasnak rézzé való átváltoztatása, melly czément-viz segedelmével illyformán történik: A gáliczkő savanyusága felosztja a földben lévő rezet: ezt a földbe beszivárgó viz lemossa, s világosságra hozza a midőn csatornákba vétetik. Ezen csatornákba tesznek aztán vas darabokat, de ugy, hogy ne a viz alatt feküdjenek, hanem csak keresztül ázzanak. Ekkor a gáliczkő nagyobb atyafiságban lévőn a vashoz, azt magához huzza s felolvasztván, helyette a magában hordott réz részecskéket hagyja ott, s igy a szerint millyen vastagságu a betétetett vas darab, 4-5 hét mulva rézzé változik. Végre készitnek itt érczréz-meszet (Berggrün) is.”
1888-ban a bányákat bezárták. A bányászat mellett a nők csipkeveréssel foglalkoztak. A trianoni diktátumig területe Zólyom vármegye Besztercebányai járásához tartozott.

## Népessége
| Év:            | 1994. | 2004.    | 2014.   | 2024.    |
| -------------- | ----- | -------- | ------- | -------- |
| Emberek száma: | 121   | 182      | 197     | 234      |
| Eltérés:       |       | +50,41 % | +8,24 % | +18,78 % |

| Év:            | 2023. | 2024.   |
| -------------- | ----- | ------- |
| Emberek száma: | 228   | 234     |
| Eltérés:       |       | +2,63 % |

1910-ben 961, túlnyomórészt szlovák anyanyelvű lakosa volt.
2001-ben 169 lakosából 161 szlovák volt.
2011-ben 189 lakosából 140 szlovák volt.

## Neves személyek
- Talán itt született Chladni György (1637-1692) evangélikus lelkész.
- Itt született 1852-ben Stollmann Andor polgári iskolai rajztanító, festőművész.
- Itt találta az epsomit egy változatát Fauser Antal gyógyszerész, mineralógus.
- Itt szolgált Tartzianus Pál evangélikus lelkész.
- Itt szolgált Jurenák András (1806-1889) tanár, kincstári gondnok, bányanagy.

## Nevezetességei
- Urunk Színeváltozása tiszteletére szentelt római katolikus temploma 1254-ben épült. 1593-ban gótikus stílusban átépítették és bővítették. 1723-ban, és 1820-1824 között megújították. Belső festése a 17.-18. században készült. Orgonáját a 18. század közepén építették. Déli kápolnájának kapuzata 1593-ból való. Főoltára 1720-1730-ban készült barokk stílusban. A megerősített templomhoz 160 lépcsőfokból álló fedett lépcsőház vezet. Kis parkos térségen keresztül lehet belépni, amely mellett a 16. századi volt kopogtató reneszánsz épülete áll.
- A Klopacska, vagy Kopogtató a 16. század első felében épült. Eredetileg a bányaigazgatóság székhelyéül szolgált. Az épület fatornyában kapott helyet az ún. „kopogtató”, ez a kereplőszerű hangjelző szerkezet, amely kopogó hangjával a bányászokat szólította munkába. 1996-ban az épületet teljesen felújították. Ma panzió és a térség kis történelmi kiállítása található benne.
- A templomtér keleti oldalán található az egykori védelmi rendszer megmaradt építménye: a Bástya, vagy ahogy itt nevezik, a „Turecká” épülete. Az erődítmény 1644-ben épült és egykor a haditechnika és lőszerkészlet tárolására is szolgált. Később különféle bányászati eszközöket tároltak benne.
- A  község a népi építészet védett területe. Jellegzetes földszintes és emeletes bányászházai zömmel a 19. században kőalapra épültek. Kőből és fából épített falait agyaggal vonták be és mésszel fehérítették ki. A deszkás csúcsokkal ellátott nyeregtetőket zsindellyel fedték. Általában három részből, szobából, pitvarból és kamrából állnak. A pitvar hátsó részén áll a nyitott kémény.
- A régi bánya gravitációs vízvezetéke és a tápvíztározó felújított gátrendszere a mai napig fennmaradt. A vízvezeték az 1500-as évektől 1910-ig működött és az alacsony-tátrai Prašivától vezetett a településhez. Teljes hossza a csatlakozásokkal, elágazásokkal, mellékcsövekkel együtt elérte a 42 kilométert. Mára már csak egyes szakaszai maradtak fenn, ahol turistautakat, kerékpárutakat alakítottak ki.
- A község télen a sísportot kedvelők paradicsoma.

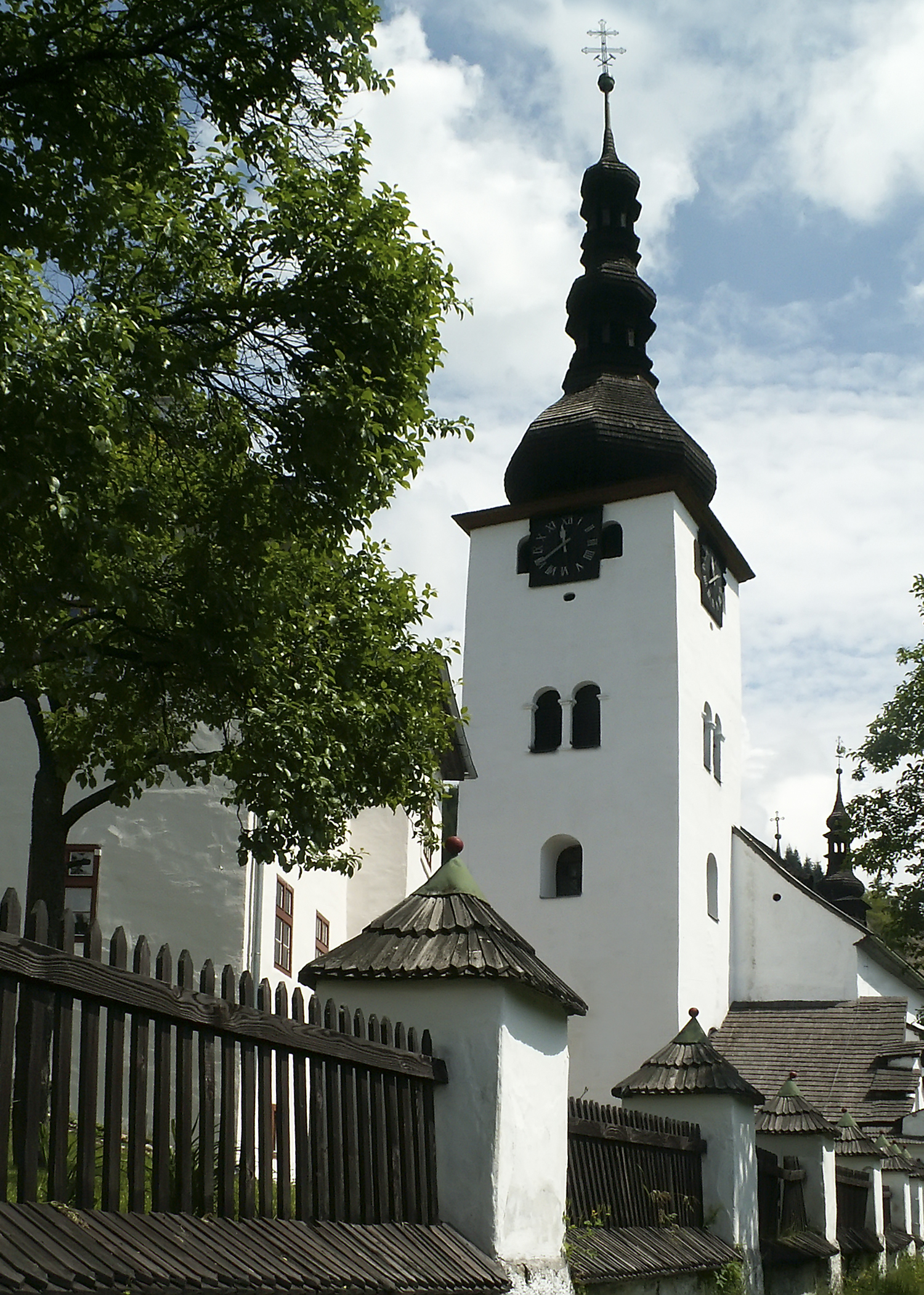
Urunk Színeváltozása temploma
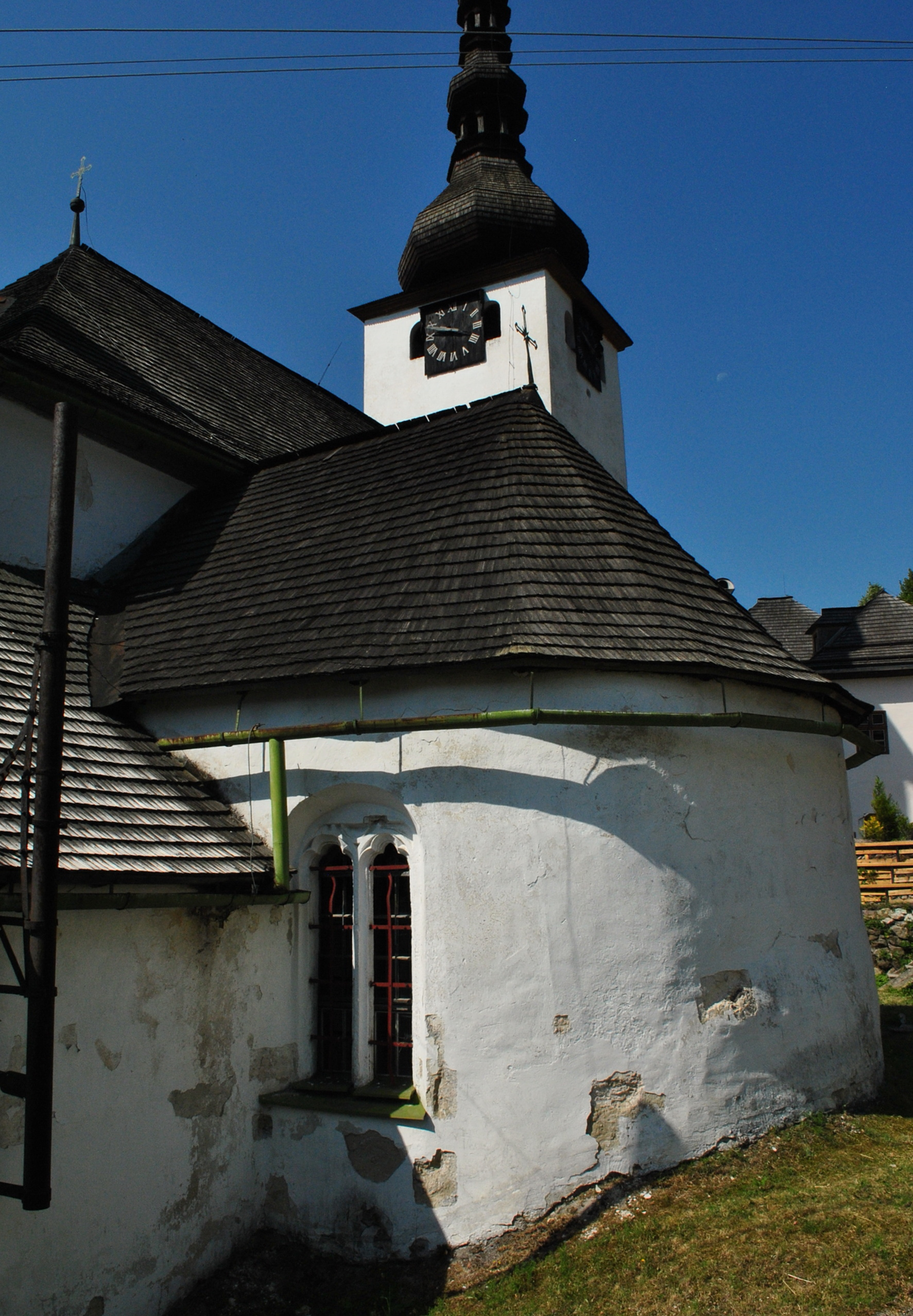
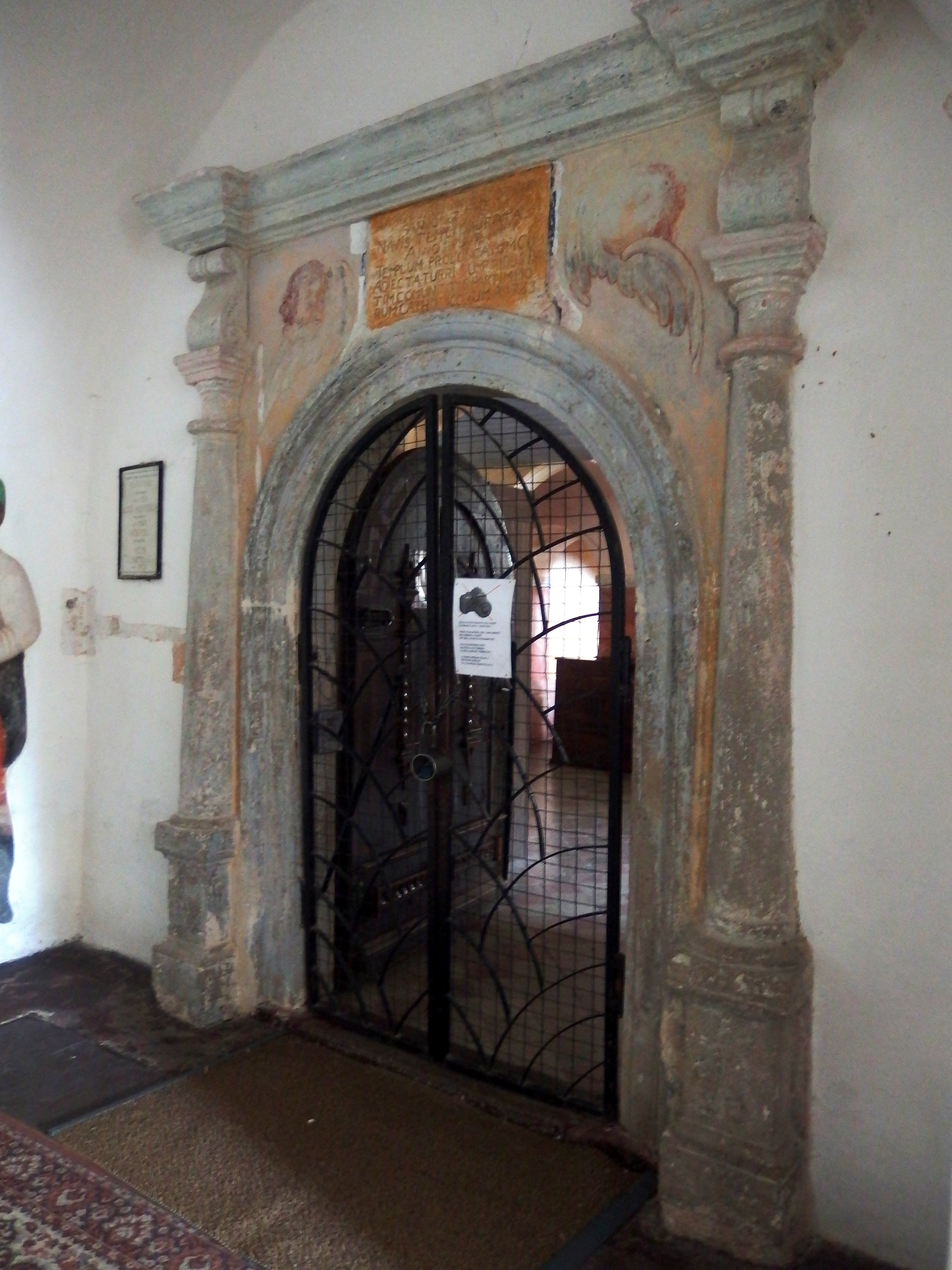
Reneszánsz bejárata
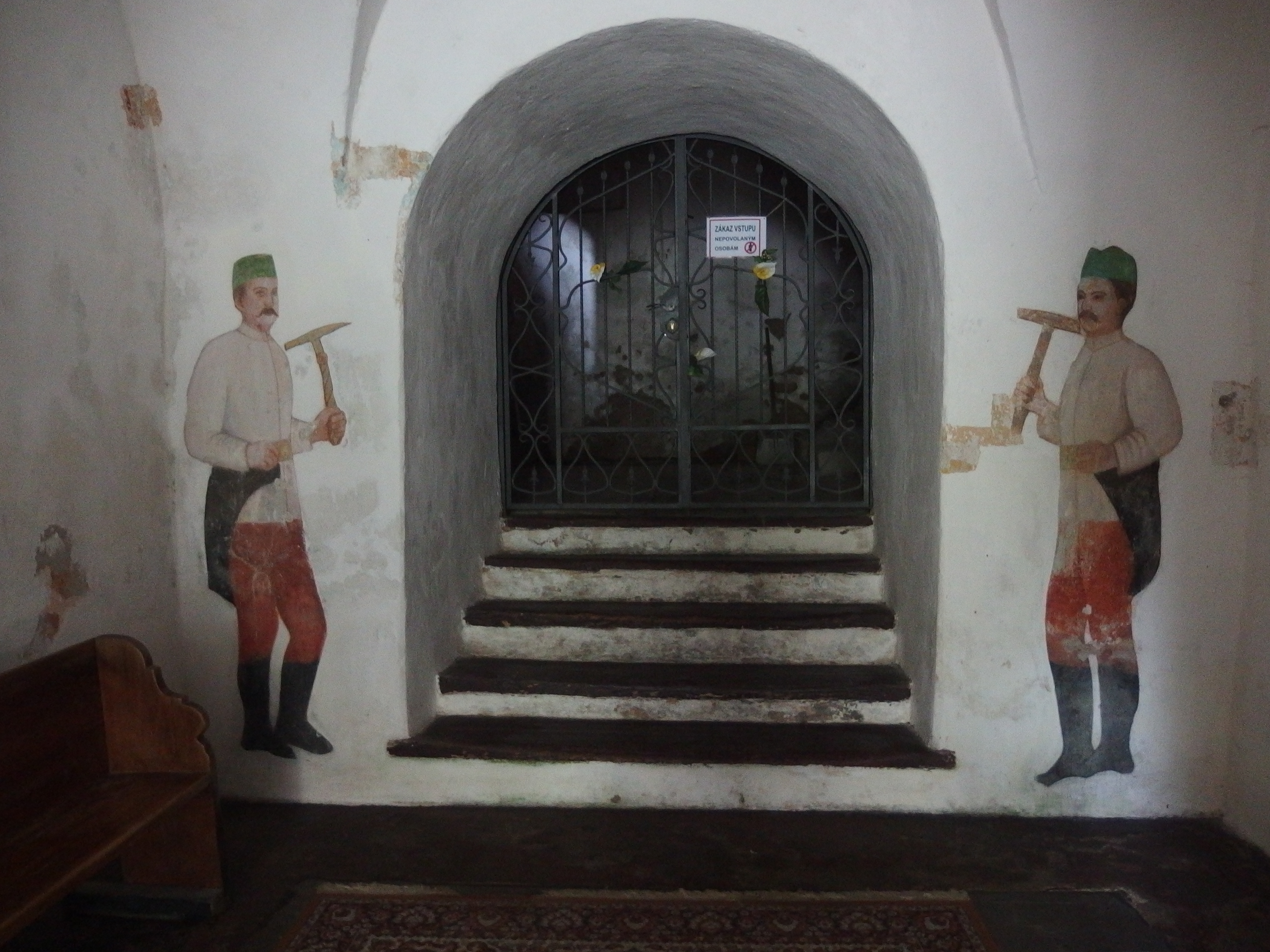
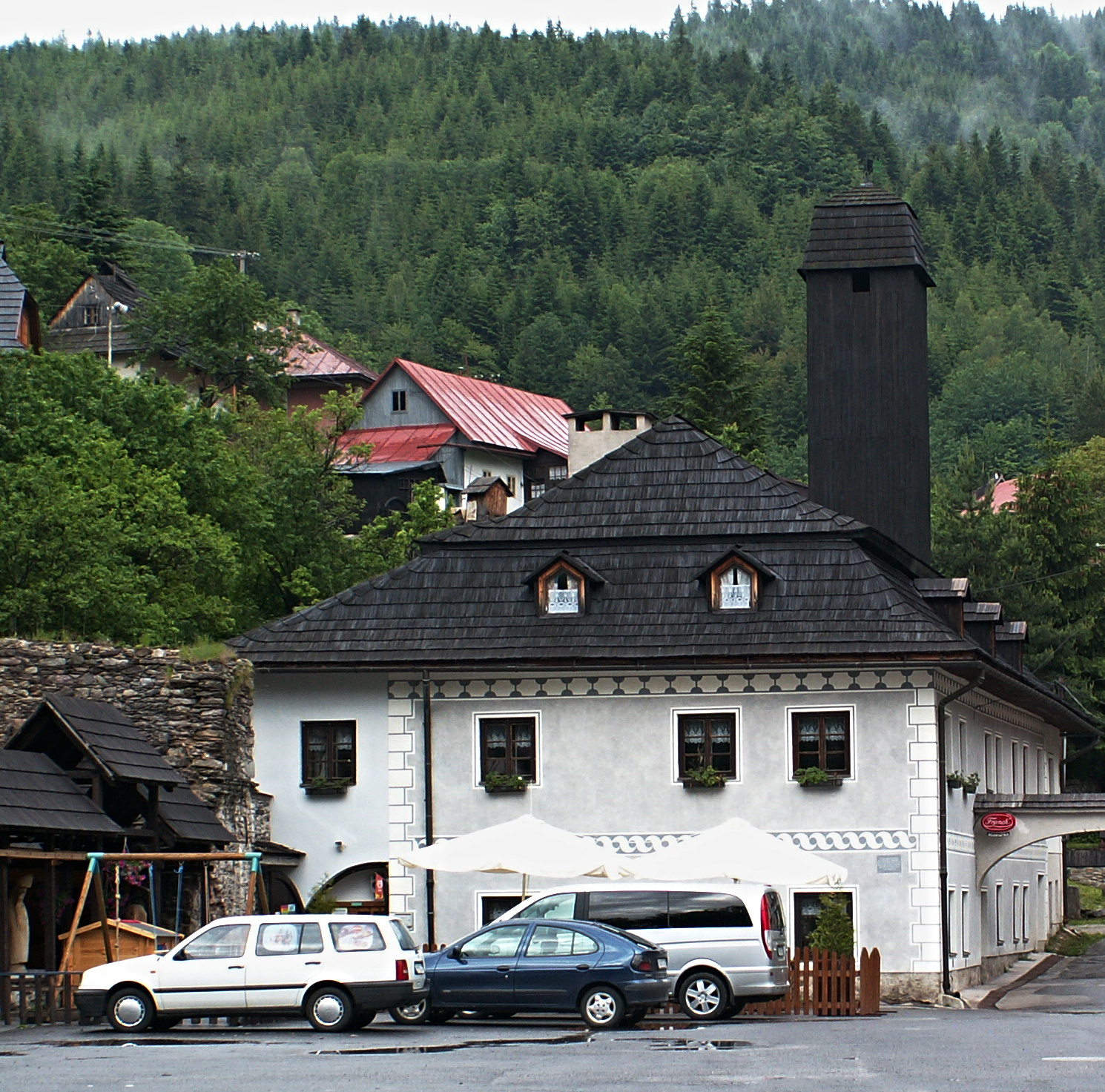
Az egykori bányaigazgatóság épülete a kopogtatóval (Klopacska)

## Külső hivatkozások
- Hivatalos oldal
- Községinfó
- Úrvölgy Szlovákia térképén
- E-obce.sk Archiválva 2008. február 7-i dátummal a Wayback Machine-ben
- Slovakia travel
- Tourist-channel.sk
- Úrvölgy az Alacsony-Tátra turisztikai honlapján
- Slovakiaheritage.org
- Képek a községről